# Stilbops asper
Stilbops asper är en stekelart som först beskrevs av Otto Schmiedeknecht 1913.  Stilbops asper ingår i släktet Stilbops och familjen brokparasitsteklar. Inga underarter finns listade i Catalogue of Life.